# Dorsal Aegir

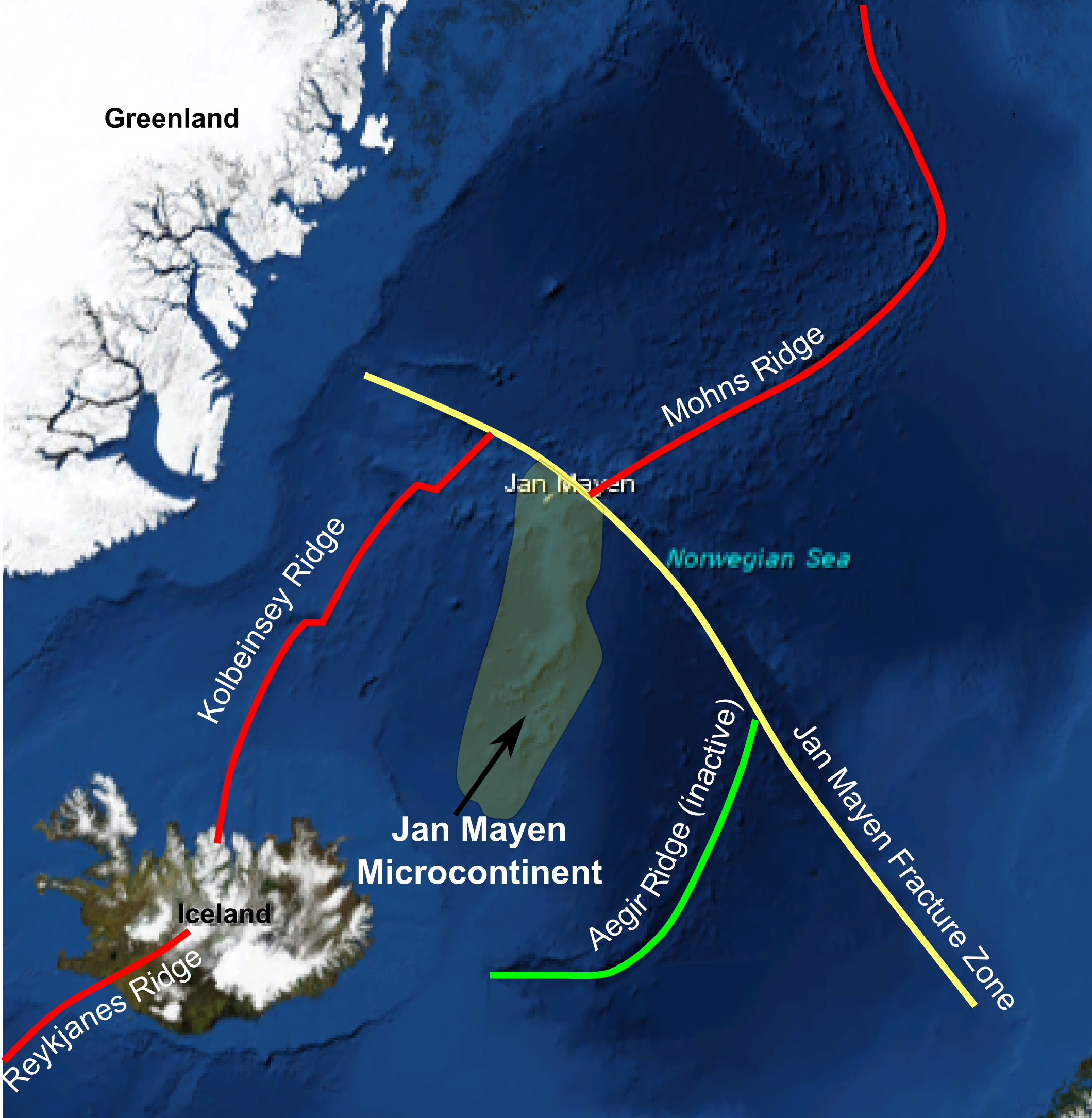
Localització de l'illa Jan Mayen i la dorsal Aegir.

La dorsal Aegir és una dorsal oceànica extinta en l'extrem nord de l'oceà Atlàntic.
Es tracta d'un segment extingit de la dorsal atlàntica mitjana situada a l'extrem nord de l'oceà Atlàntic. La dorsal marca la frontera de ruptura inicial entre el continent de Groenlàndia i Noruega, al llarg de la qual va començar l'extensió del fons marí a l'inici de l'Eocè quan es va formar l'oceà Atlàntic nord.

### Formació
Al final de l'Eocè, la recent formació de la dorsal Kolbeinsey es va allargar cap al nord des d'Islàndia, separant del micro-continent Jan Mayen de la placa de Groenlàndia. A mesura que es va formar la dorsal Kolbeinsey, l'activitat a la dorsal Aegir va minvar, cessant completament al final de l'Oligocè, quan la dorsal Kolbeinsey va contactar amb la zona de fractura de Jan Mayen.
L'escorça, relativament prima a l'indret, i la curta vida activa de la dorsal Aegir, són una anomalia si es té en compte la proximitat respecte del punt calent d'Islàndia, ja que normalment, els punts calents (hot spot) del mantell, reposen contínuament els materials que aixequen l'escorça i activen les dorsals oceàniques.

### Extinció
És possible que les tensions associades a la tectònica de plaques i l'estructura mecànica de la litosfera, produïssin una situació en la qual l'extensió de la dorsal Kolbeinsey fos afavorida per la dorsal Aegir. El material del punt calent sortiria de la dorsal Aegir i fluiria cap a la dorsal Kolbeinsey, produïnt-se l'extinció definitiva.